# Wiseguy (band)
Wiseguy was een Rotterdamse sleazerockband die actief was van 1995 tot 2005. Wiseguy toerde veelvuldig door Nederland en Europa en bracht democassettes, een 7” vinyl-ep, een album en meerdere bijdragen aan compilatiealbums uit. In 2005 hield Wiseguy op te bestaan, omdat leadzanger en gitarist El Piño de band verliet om verder te gaan met zijn countryrock-groep El Pino and the Volunteers.

## Bandleden
- El Piño (El Pino and the Volunteers) - zang en gitaar
- Roscoe - gitaar en zang
- Joe Caine (ex-The Ragin’ Hormones, ex-The Quotes) - bas en zang
- Roadend - drums

## Muzikale stijl
Het geluid van de band ontwikkelde zich van gruizige, op skatecore georiënteerde grindpunk tot sleazerock in de stijl van Scandinavische bands als Hellacopters, Gluecifer en Turbonegro.

## Discografie
- Pull the Cup (2001, Stardumb Records)
- Burning the tracks (2002, Stardumb Records)
- Rock ’n Rolla Outta Controlla (2004, Stardumb Records)